# Acrossus histrio
Acrossus histrio är en skalbaggsart som beskrevs av Vladimir Balthasar 1932. Acrossus histrio ingår i släktet Acrossus och familjen Aphodiidae. Inga underarter finns listade i Catalogue of Life.